# Kerstin Müller

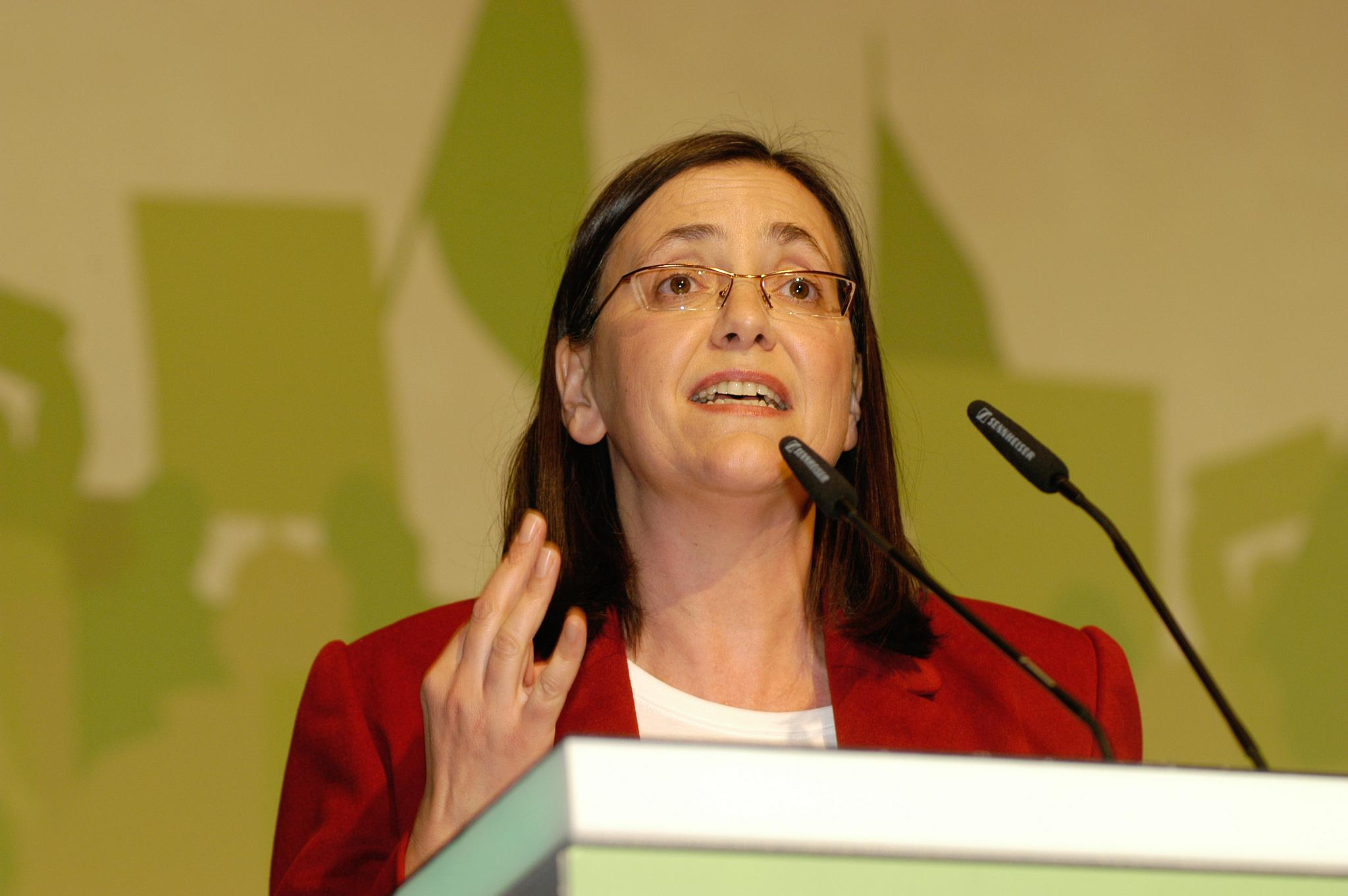
Kerstin Müller im Dezember 2008 bei der Landesdelegiertenkonferenz der Grünen in Krefeld zur Bundestagswahl 2009

Kerstin Müller (* 13. November 1963 in Siegen) ist eine ehemalige deutsche Politikerin von Bündnis 90/Die Grünen.
Müller war von 1994 bis 2002 Vorsitzende der Bundestagsfraktion Bündnis 90/Die Grünen und von 2002 bis 2005 Staatsministerin im Auswärtigen Amt.

## Leben und Beruf
Nach dem Abitur 1983 in Leverkusen begann sie ein Studium der Rechtswissenschaft in Köln, das sie 1990 mit dem ersten Staatsexamen beendete. 1994 folgte dann das zweite juristische Staatsexamen.
Seit 2019 ist Müller für die Deutsche Gesellschaft für Auswärtige Politik in Berlin tätig.

## Politische Tätigkeit

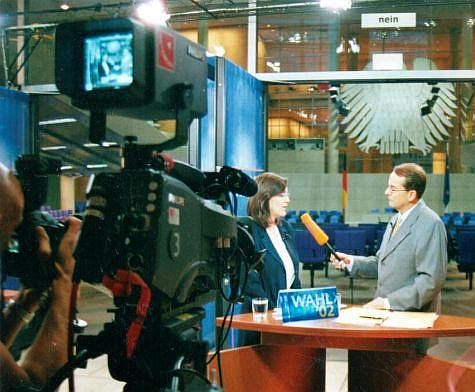
Kerstin Müller am Abend der Bundestagswahl 2002

Zunächst für die trotzkistische Gruppe Internationaler Marxisten aktiv, ist sie seit 1986 Mitglied der Partei Die Grünen. Von 1990 bis 1994 war sie Landesvorsitzende der Grünen in Nordrhein-Westfalen.
Seit 1994 war sie Mitglied des Deutschen Bundestages. Hier war sie von 1994 bis 1998 zusammen mit Joschka Fischer Sprecherin und von 1998 bis 2002, gemeinsam mit Rezzo Schlauch, Vorsitzende der Bundestagsfraktion Bündnis 90/Die Grünen. Nach der Bundestagswahl 2002 war Kerstin Müller bis zur vorgezogenen Neuwahl 2005 Staatsministerin im Auswärtigen Amt in der unter Gerhard Schröder geführten Bundesregierung. Mit Bildung der Großen Koalition schied sie am 22. November 2005 aus dem Amt. Anschließend war sie außenpolitische Sprecherin der Fraktion. Ihre besonderen Schwerpunkte lagen im Bereich Afrikapolitik, Naher Osten, Islamdialog, gerechte Globalisierung und internationale Frauenrechte.
Kerstin Müller wurde über die Landesliste Nordrhein-Westfalen der Grünen in den Deutschen Bundestag gewählt. Ihr Wahlkreis lag im Kölner Norden (Stadtbezirke Köln-Ehrenfeld, Köln-Nippes und Köln-Chorweiler).
Zur Bundestagswahl 2013 trat Müller nicht wieder an.

## Israelpolitik
Kerstin Müller gilt in ihrer Partei als erfahrene Außenpolitikerin, die sich lange mit den deutsch-israelischen Beziehungen und dem Friedensprozess im Nahostkonflikt auseinandergesetzt hat.
Müller und Frithjof Schmidt regten anlässlich des Ship-to-Gaza-Zwischenfall einen Antrag im Bundestag an, der die Aufhebung der Gaza-Blockade forderte. Der Antrag wurde vom Bundestag am 1. Juli 2010 einstimmig verabschiedet. Eine Resolution des Zentralrats der Juden in Deutschland (ZdJ), die dem Bundestag „einseitige Parteinahme gegen Israel“ vorwarf, wies Müller gegenüber dem ZdJ zurück, worauf dieser ihr einen „unerträglich paternalistischen Tenor“ vorhielt.
Eine Gruppe von Abgeordneten, unter ihnen Müller, sowie die Fraktion von Bündnis 90/Die Grünen richtete am 29. April 2013 eine kleine Anfrage an die Bundesregierung zu einer möglichen Kennzeichnung von Importprodukten aus den israelischen Siedlungen im Westjordanland.
Müller war seit Ende 2013 Direktorin des Israel-Büros der Heinrich-Böll-Stiftung (parteinahe Stiftung von Bündnis 90/Die Grünen) in Tel Aviv.
Im Sommer 2021 wurde sie Mitglied im deutschen Beirat des European Leadership Network (ELNET), welches sich für die europäisch-israelischen Beziehung engagiert. Müller ist außerdem Mitglied der Deutsch-Israelischen Gesellschaft.

## Sonstige Ämter und Mitgliedschaften
Kerstin Müller ist Mitglied des Kuratoriums von Aktion Deutschland Hilft, dem Bündnis der Hilfsorganisationen. Außerdem sitzt sie im Stiftungsrat der Stiftung Wissenschaft und Politik und im Gesamtpräsidium der Deutschen Gesellschaft für Auswärtige Politik. Für das Deutsche Komitee der UNICEF ist sie Bestelltes Mitglied und damit Vertreterin des Bundestages für die Fraktion Bündnis 90/Die Grünen.
Seit 2022 ist sie Mitglied des Nationalen Normenkontrollrats.

## Familie und Privates
Kerstin Müller ist seit 2006 alleinerziehende Mutter einer Tochter.
Müller war mit dem Journalisten Klaus Schrotthofer verheiratet, der bis 2004 Sprecher von Bundespräsident Johannes Rau war.